# استان‌های موریتانی
موریتانی به ۱۵ استان و ۴۴ شهرستان بخش شده‌است.استان‌های این کشور از این قرارند:
|       |               |              |         |         |
| ترتیب | استان         | مرکز         | پهناوری | جمعیت   |
| ۱     | اَدرار         | اطار         | ۲۳۵٬۰۰۰ | ۶۲٬۶۵۸  |
| ۲     | عصابه         | کیفه         | ۳۶٬۶۰۰  | ۳۲۵٬۸۹۷ |
| ۳     | براکنه        | الاگ         | ۳۳٬۰۰۰  | ۳۱۲٬۲۷۷ |
| ۴     | داخله نواذیبو | نواذیبو      | ۲۳٬۰۹۰  | ۱۲۳٬۷۷۹ |
| ۵     | گرگول         | کیهیدی       | ۱۳٬۶۰۰  | ۳۳۵٬۹۱۷ |
| ۶     | گیدی ماغا     | سلیبابی      | ۱۰٬۳۰۰  | ۲۶۷٬۰۲۹ |
| ۷     | حوض شرقی      | النعمه       | ۱۸۲٬۷۰۰ | ۴۳۰٬۶۶۸ |
| ۸     | حوض غربی      | عیون العتروس | ۵۳٬۴۰۰  | ۲۹۴٬۱۰۹ |
| ۹     | اینشیری       | اکجوجت       | ۴۶٬۸۰۰  | ۱۹٬۶۳۹  |
| ۱۰    | نواکشوت شمالی | دارالنعیم    | ۳۰۶     | ۳۶۶٬۹۱۲ |
| ۱۱    | نواکشوت غربی  | تفرغ زینه    | ۱۴۶     | ۱۶۵٬۸۱۴ |
| ۱۲    | نواکشوت جنوبی | عرفات        | ۲۵۲     | ۴۲۵٬۶۷۳ |
| ۱۳    | تگانت         | تجکجه        | ۹۸٬۳۴۰  | ۸۰٬۹۶۲  |
| ۱۴    | تیرس زمور     | زویرات       | ۲۵۲٬۹۰۰ | ۵۳٬۲۶۱  |
| ۱۵    | ترارزه        | روصو         | ۶۷٬۸۰۰  | ۲۷۲٬۷۷۳ |